# Basenji
Basenji je pasma lovskega psa, ki je bil vzgojen za zganjanje živine v srednji Afriki. Njegov vzdevek 'nelajajoči pes' je nastal zaradi njegovega laježa, ki je podoben jodlanju, imenovan »baroo«.

## Značilnosti

### Izgled
Basenji je majhen, kratkodlaki pes elegantnega izgleda s pokončnimi ušesi, enkrat ali dvakrat zavitim košatim repom in močnim, gracioznim vratom. Zaželena je kvadratna oblika, to pomeni, da so enako dolgi kot visoki. Njegovo nagubano čelo  pride do izraza še posebno pri mladičku in v starejšem obdobju pasjega življenja. Hodijo samozavestno in graciozno, med dirjanjem pa svoj rep odvijejo in uporabijo za lažje uravnavanje ravnotežja. 
Basenji nima tipičnega pasjega vonja, dlaka mu v večji meri izpada dvakrat letno ob menjavi. Ker nima podlanke, ga pozimi rado zebe, zato ga je priporočljivo obleči. 
Samice so običajno velike med 38 in 41cm in težke 9-11kg, samci pa merijo med 41 in 43cm ter tehtajo 10-12kg. FCI standard: idealna teža 11kg, idealna višina 43cm. Življenjska doba je okvirno 10-12 let. Barve: mednarodna kinološka zveza (FCI) priznava barvne različice: črno-bela, rjavo-bela, trikolor (črna, bela, rjava), brindle(svetlo rjava osnova s temnejšimi rjavimi lisami). Pri vseh barvnih različicah je belina obvezno prisotna na konici repa, prsnem košu, vseh šapah, glava in vrat sta lahko poljubno bela, vendar belina ne sme nadvladati ostalih barv. 

### Karakter
Basenji laja poredko. Proizvaja nenavadne zvoke imenovane jodlanje, oglaša se tudi s glasovi podobnimi volčjim. Je pozoren, inteligenten, iznajdljiv, vztrajen pri igri in lovljenju, energičen, prijazen, prisrčen in radoveden. Po navadi je zadržan do tujcev in izredno navezan na domače, zato tudi težko prenaša samoto in dolgočasje. V tem primeru lahko postane nagnjen k destruktivnemu vedenju. Do otrok je potrpežljiv in prijazen, vendar se najboljše počuti ob obzirnem, starejšem lastniku. Z ne-pasjimi ljubljenčki se ne razume najboljše, razen če je sobivanja z njimi navajen že od majhnega. Dežja in vode ne mara, zato se takrat najbolje počuti v suhem, toplem prostoru. Obožuje sončenje in stiskanje ob topel radiator. Kadar je moker, se kot mačka zliže do suhega. Podobno kot mačke tudi basenji med igro intenzivno uporablja sprednje tačke. Zaradi močnega lovskega nagona ga med sprehodom in v bližini avtomobilov ni priporočljivo spuščati s povodca, saj je nagnjen k potepanju in lovljenju vse hitro premikajočih se predmetov, ki mu prekrižajo pot. 

## Zgodovina pasme
Basenji je pratipska pasma, ki že stoletja ostaja nespremenjena. Prve zapise o pasmi zasledimo že daljnega leta 3000 pred našim štetjem. Slike o basenjijih zasledimo tudi v egipčanskih piramidah. Bili so vdani spremljevalci faraonov, spoštovani in cenjeni.
Njihove korenine segajo daleč nazaj, izhajajo iz špica, oziroma pomeranca, možna je tudi kombinacija s šakalom, ki pa ni potrjena. Basenjije zasledimo po današnji celotni Afriki, vendar pa se v določenih področjih Afrike razlikujejo med seboj v nekaj malenkostih, tako da govorimo o več tipih basenjijev.
V Afriki je priznan kot lovski pes - gonič. Zmerno lahko teče cel dan in tako sledi plenu. Afriški lovci so te pse zelo pogosto nosili okoli vratu, kadar le ti niso bili na sledi. Ker basenji ne laja, so mu okoli vratu navezali zvonec, ki jih je opozarjal, kje se pes nahaja. Pes je žival nagnal v lovčevo past.
Okoli leta 1930 so prvi vzreditelji začeli izvažati basenjije v tujino, v južno Afriko, Ameriko in Anglijo. Prvi pasemski standard za basenjije je bil določen leta 1939 (avtorji so bili Lady Helen Hunting in ostali), potrjen pa je bil leta 1942. Leta 1943 pa je bil pasemski standard potrjen tudi v Ameriki. Pasemski standard je bil do danes spremenjen že večkrat.
V tujini postaja vedno bolj priljubljen družinski pes, z vso svojo pojavo in aristokratskim vedenjem in njegovim značilno zavihanim repom vzbuja privlačen videz. Če k temu prištejemo še njegove dobre lastnosti, da pes ne laja, ugotovimo, da je zelo primeren spremljevalec ljudi v večjih urbanih središčih, predvsem mestih, blokih in tudi hišah. Idealno se je prilagodil življenju v mestu, ki mu ob rednih sprehodih nudi vse za njegovo udobje in zadovoljstvo.